# Sågnäbbad eremit
Sågnäbbad eremit (Ramphodon naevius) är en fågel i familjen kolibrier.

## Utseende
Sågnäbbad eremit är en stor och tydligt tecknad kolibri. Notera tvåfärgad näbb med krökt spets, ljust ögonbrynsstreck och orangefärgad strupe som övergår i ett längsstreckat bröst. Stjärten är mörk med orangefärgade sidor. Honan är något mindre än hanen och med kortare och mer nedåtböjd näbb.

## Utbredning och systematik
Fågeln förekommer enbart i låglänta områden i sydöstra Brasilien (södra Minas Gerais, Espírito Santo och Santa Catarina). Arten är den enda i släktet Ramphodon. Den behandlas som monotypisk, det vill säga att den inte delas in i några underarter.

## Status och hot
Arten har ett stort utbredningsområde, men tros minska i antal, dock inte tillräckligt kraftigt för att den ska betraktas som hotad. Internationella naturvårdsunionen IUCN listar arten som livskraftig (LC).

## Bilder

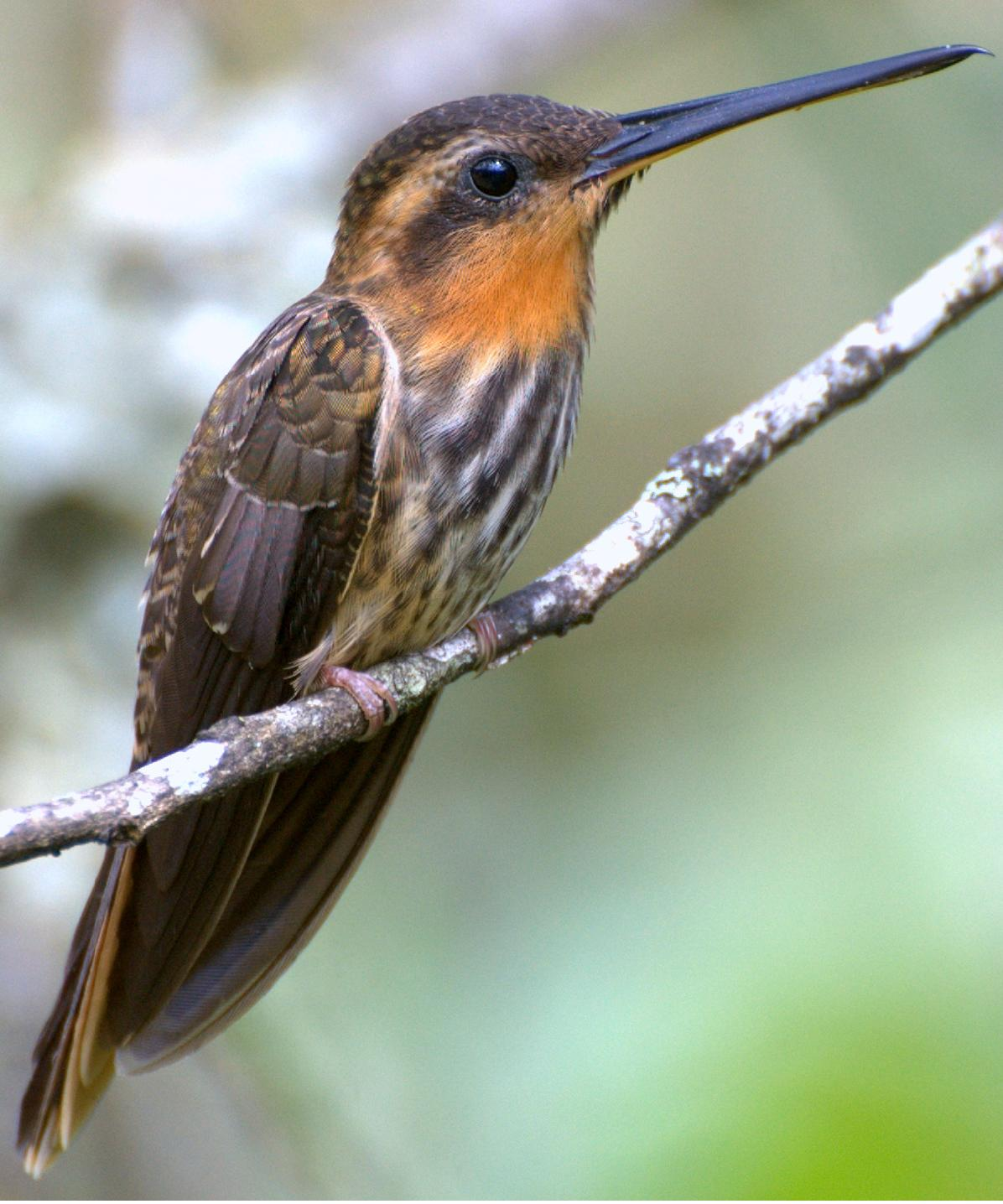
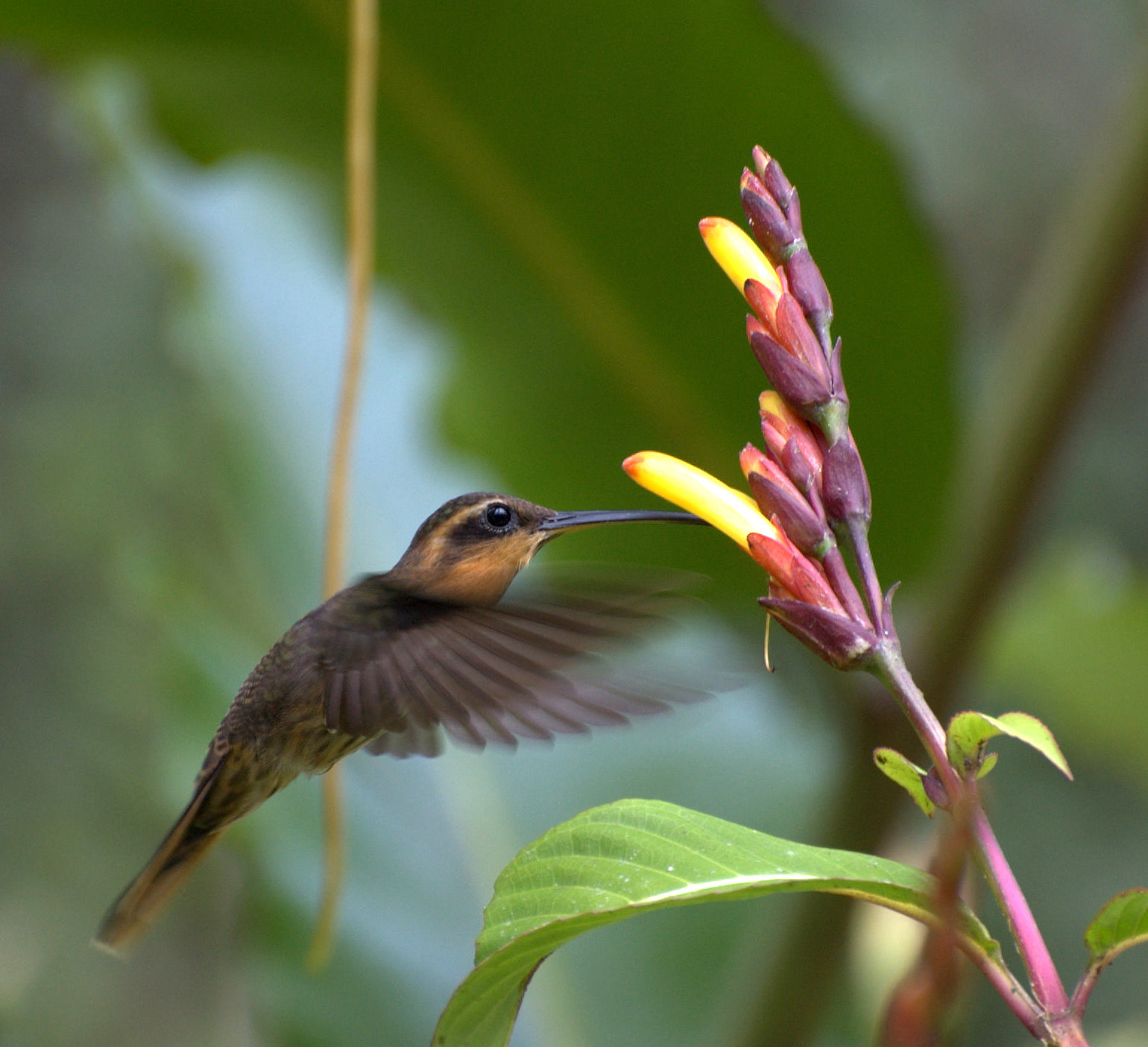
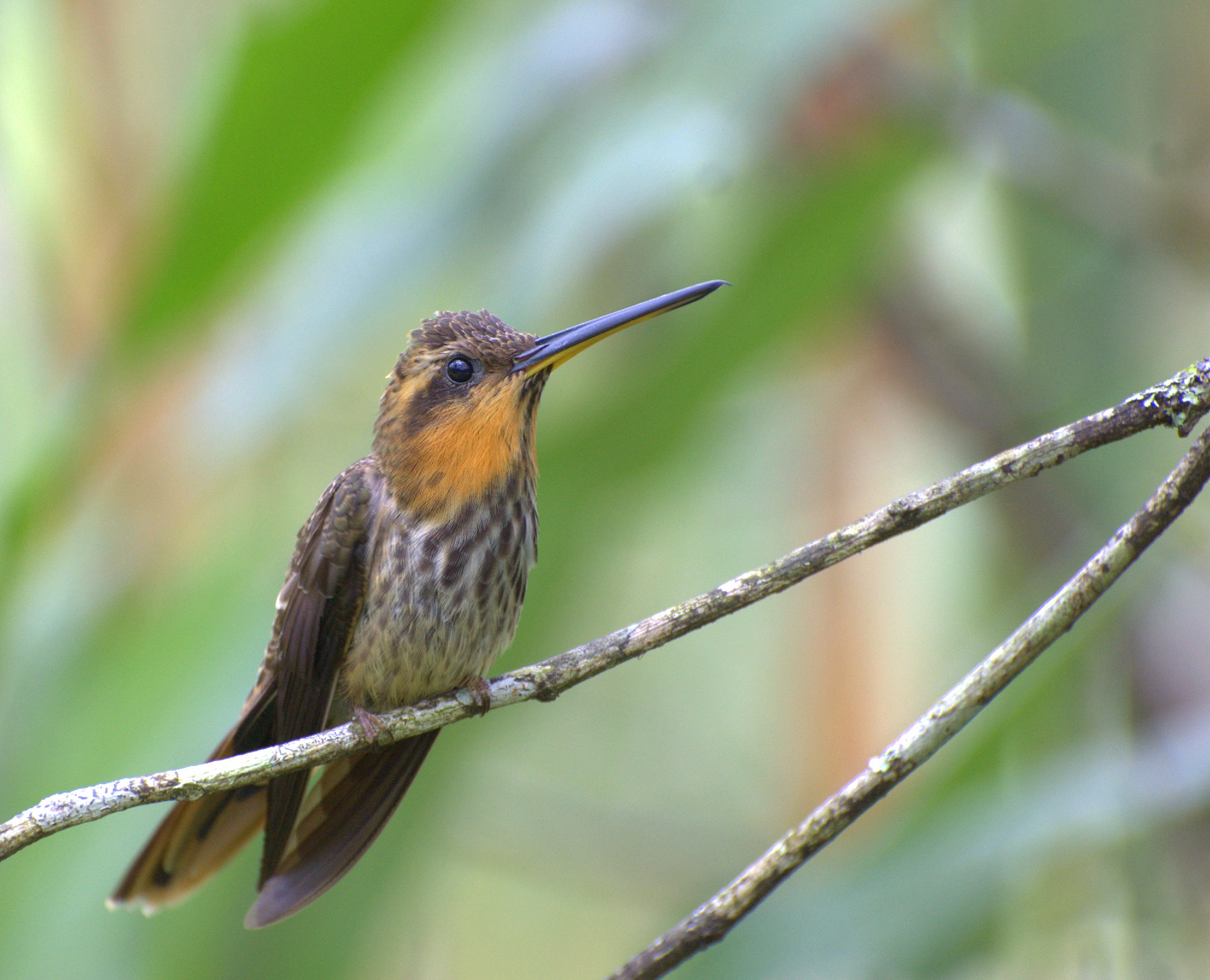
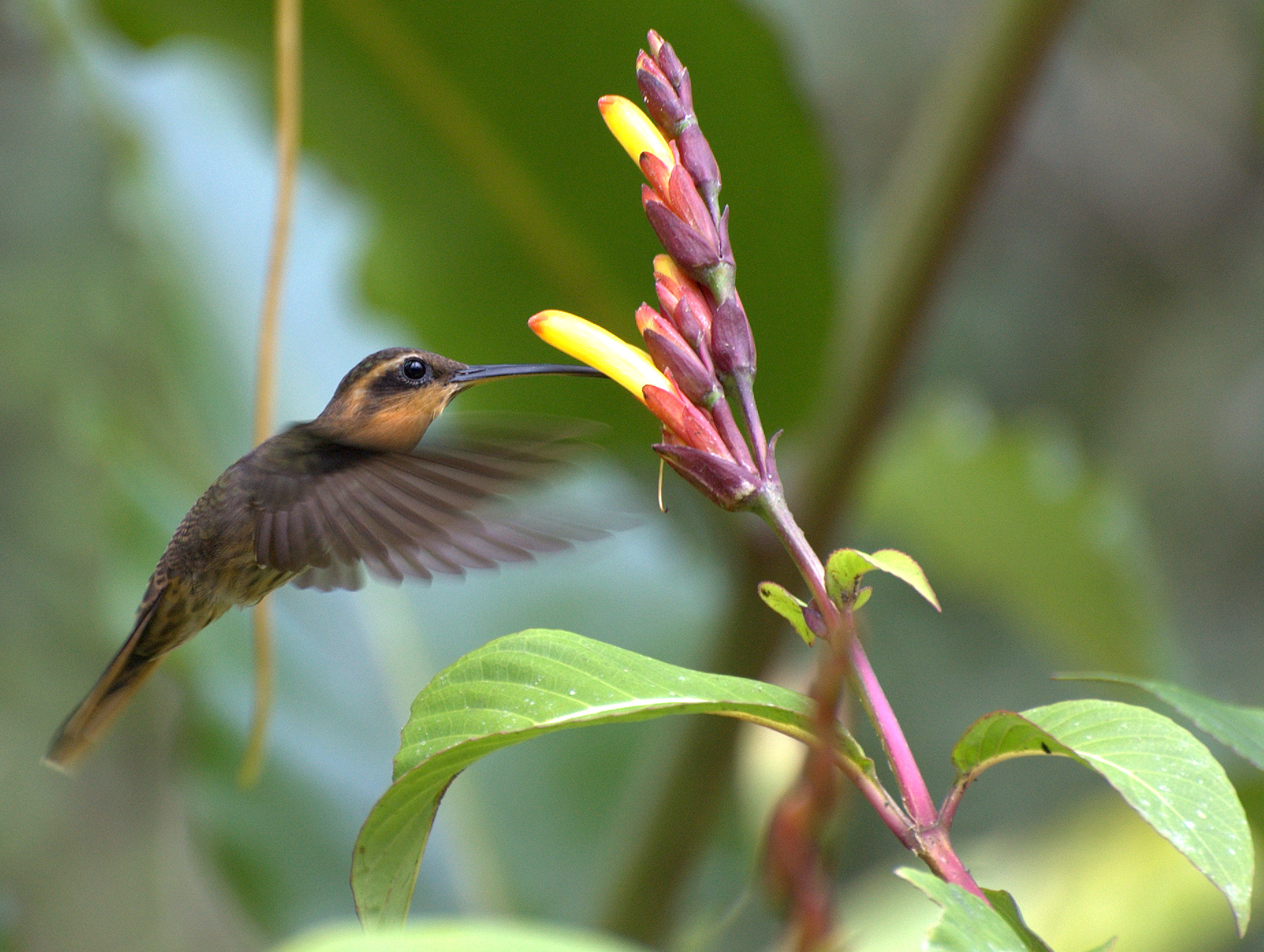
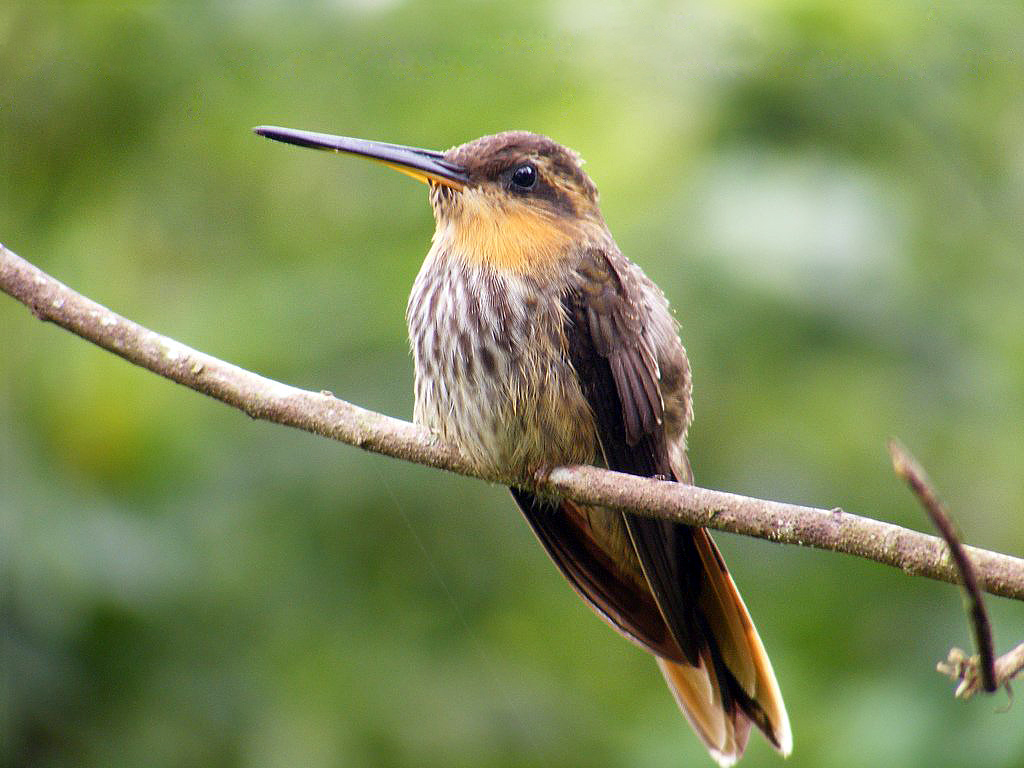